# 사카이노촌 (사가현)
사카이노촌(境野村)은 일본 사가현 간자키군에 설치되었던 촌이다. 현재의 간자키시의 일부에 해당한다.